# Marselino Ferdinan
Marselino Ferdinan (* 9. September 2004 in Jakarta) ist ein indonesischer Fußballspieler.

## Karriere

### Verein
Nach seiner Jugendzeit debütierte Ferdinan am 7. April 2021 bei der 1:0-Auswärtsniederlage in der Gruppenphase des Indonesian Cups für die erste Mannschaft von Persebaya Surabaya. Danach kam er auch im Viertelfinale gegen Persib Bandung zum Einsatz, jedoch schied die Mannschaft mit 3:2 aus. Am 11. September 2021 debütierte er beim 3:1-Heimsieg für Surabaya gegen TIRA-Persikabo in der heimischen Ersten Liga, als er in der 65. Spielminute für Bruno Moreira Soares eingewechselt wurde. Damit wurde er im Alter von 17 Jahren und zwei Tagen der jüngste Spieler, der von Surabaya in der Liga eingesetzt wurde. 2021 war er einer von 60 Talenten der „Next Generation“-Liste von The Guardian. Nach zwei Spielzeiten mit sieben Treffern in 30 Ligaspielen wechselte der Stürmer am 31. Januar 2023 weiter zum belgischen Zweitligisten KMSK Deinze.

### Nationalmannschaft
Seit 2019 ist Ferdinan für diverse indonesische Jugendnationalmannschaften aktiv. Mit der U-16-Auswahl belegte er bei der Südostasienmeisterschaft 2019 in Thailand den Dritten Platz und er schoss fünf Tore im Wettbewerb. Im Juli 2022 bestritt er dasselbe Turnier für die U-19-Nationalmannschaft im eigenen Land und schied dabei schon in der Gruppenphase aus.
Am 27. Januar 2022 gab er auch sein Debüt für die indonesische A-Nationalmannschaft in einem Testspiel gegen Osttimor. Beim 4:1-Heimsieg im Stadion Kapten I Wayan Dipta von Buruan wurde er in der 66. Minute für Evan Dimas eingewechselt. Seinen ersten Treffer erzielte Ferdinan am 16. Juni 2022 in der Qualifikation zur Asienmeisterschaft gegen Nepal (7:0). Bei der Südostasienmeisterschaft 2022 erreichte er mit seiner Mannschaft das Halbfinale, wo man Vietnam (0:0, 0:2) unterlag.

## Privates
Sein älterer Bruder Oktafianus Fernando (* 1993) ist ebenfalls Fußballprofi.